# Золотуха (Астраханская область)
Золоту́ха — село Ахтубинского района Астраханской области.
Административный центр и единственный населённый пункт муниципального образования «Золотухинский сельсовет». С 2014 года главой поселения является Каширский Александр Иванович (1960 г.р.).

## География
Село расположено на левом берегу реки Ахтубы между Волго-Ахтубинской поймой на западе и степной зоной на востоке, на федеральной автомобильной трассе M6 «Каспий» (Москва—Волгоград—Астрахань), на участке «Волгоград—Астрахань». Расстояние до ближайшей железнодорожной станции «Верблюжья» (поселок Верблюжий) — 17 км. Расстояние до Москвы — 1205 км, расстояние до районного центра города Ахтубинска — 68 км, расстояние до Астрахани −210 км.
Территория муниципального образования — 597,6 кв. км.

## История
Село Золотуха основано в 1828 году во время царствования императора Николая Первого и названо по имени тех же птичек «золотушек». Первые поселенцы прибыли из Воронежской губернии. Это были государственные крестьяне, которых было в России до 42 % от общего числа крестьян.

## Население
| 2002  | 2010  | 2012  | 2013  | 2014  | 2015  | 2016  |
| ----- | ----- | ----- | ----- | ----- | ----- | ----- |
| 1884  | ↘1462 | ↘1439 | ↘1430 | ↘1408 | ↗1411 | ↘1394 |
| 2017  | 2018  | 2019  | 2020  | 2021  |       |       |
| ↘1380 | ↘1378 | ↘1351 | ↗1352 | ↘1089 |       |       |

За год родилось — 12 чел., умерло — 31 чел. В селе проживает более 15 национальностей. Русских- 843, казахов-403, чеченцев −141, корейцев- 20 человек, а также проживают: украинцы, мордва, чуваши, татары, азербайджанцы, литовцы, евреи, узбеки, таджики. Мужское население составляет-748 чел., женское население-745 чел., из них дети −23(дошкольного возраста);-151(школьного возраста). В 2011 году в селе родилось 15 детей, на первое полугодие 2012 года рождаемость увеличилась — родилось 20 детей. В 2014 году родилось 17 человек, умерло 18. В 2015 году рождаемость вновь снизилась — родилось 12 детей, умерло 26 человек. В 2018 году родилось 10 человек, умерло 20 человек. Численность населения на 1 января 2018 г. 1443 человека.

## Экономика и социальная сфера
На территории села Золотуха расположены средняя общеобразовательная школа, детский сад, библиотека, дом культуры (клуб), больница, две котельных, несколько магазинов, автомобильная заправочная станция, кафе, почта, отделение Сбербанка, отделение МФЦ, парикмахерская.
Основными сферами деятельности местного населения являются: работа на предприятиях по обслуживанию инфраструктуры села, сельское хозяйство, в частности, выращивание бахчевых культур, животноводство и рыболовство. В летний сезон в село приезжают туристы из других регионов России.
В 2017 г. построена церковь Ведения во храм Пресвятой Богородицы, в 2014 г. возведена мечеть.